# Małgorzata Sobieraj
Małgorzata Sobieraj (también conocida por su nombre de casada Małgorzata Ćwienczek; Strzelin, 16 de octubre de 1982) es una deportista polaca que compitió en tiro con arco, en la modalidad de arco recurvo.
Ganó una medalla de bronce en el Campeonato Mundial de Tiro con Arco en Sala de 2005 y tres medallas en el Campeonato Europeo de Tiro con Arco al Aire Libre entre los años 2004 y 2008.
Participó en dos Juegos Olímpicos de Verano, en los años 2004 y 2008, ocupando el sexto  lugar en Pekín 2008, en la prueba de equipo.

## Palmarés internacional
| Campeonato Mundial en Sala       | Campeonato Mundial en Sala | Campeonato Mundial en Sala | Campeonato Mundial en Sala |
| Año                              | Lugar                      | Medalla                    | Prueba                     |
| -------------------------------- | -------------------------- | -------------------------- | -------------------------- |
| 2005                             | Aalborg (Dinamarca)        | Medalla de bronce          | Equipo                     |
| Campeonato Europeo al Aire Libre |                            |                            |                            |
| Año                              | Lugar                      | Medalla                    | Prueba                     |
| 2004                             | Bruselas (Bélgica)         | Medalla de bronce          | Equipo                     |
| 2006                             | Atenas (Grecia)            | Medalla de bronce          | Equipo                     |
| 2008                             | Vittel (Francia)           | Medalla de oro             | Equipo                     |